# Rhynchosia barbertonensis
Rhynchosia barbertonensis är en ärtväxtart som beskrevs av Charles Howard Stirton. Rhynchosia barbertonensis ingår i släktet Rhynchosia och familjen ärtväxter. Inga underarter finns listade i Catalogue of Life.